# マトン

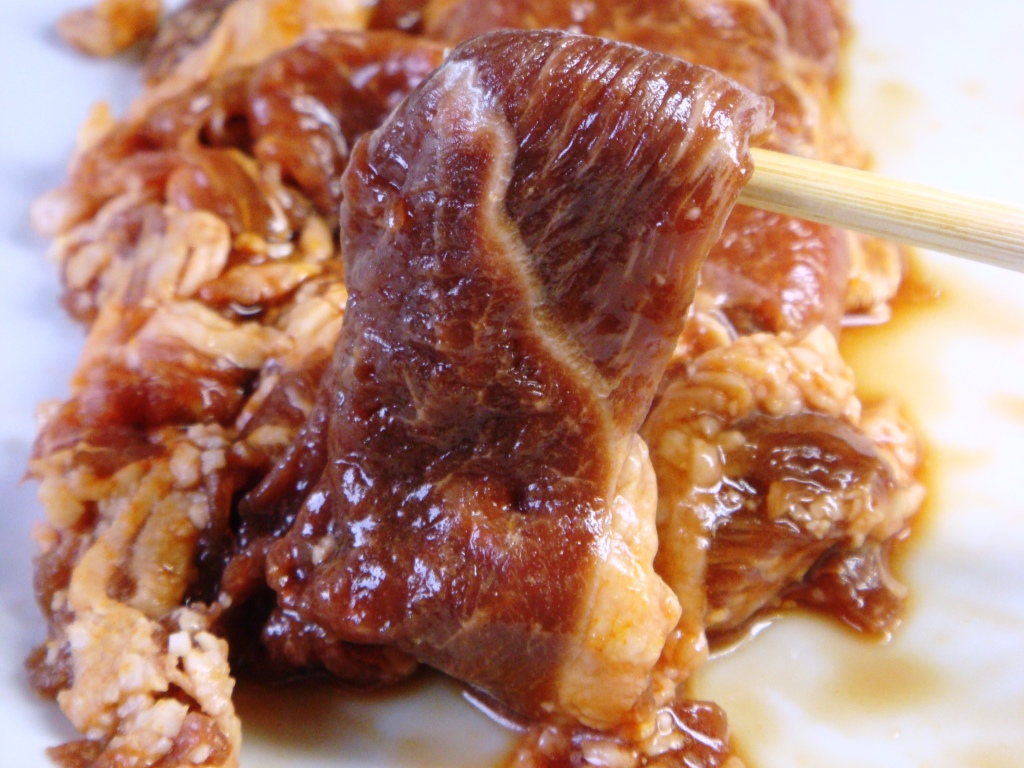
味付マトンジンギスカン

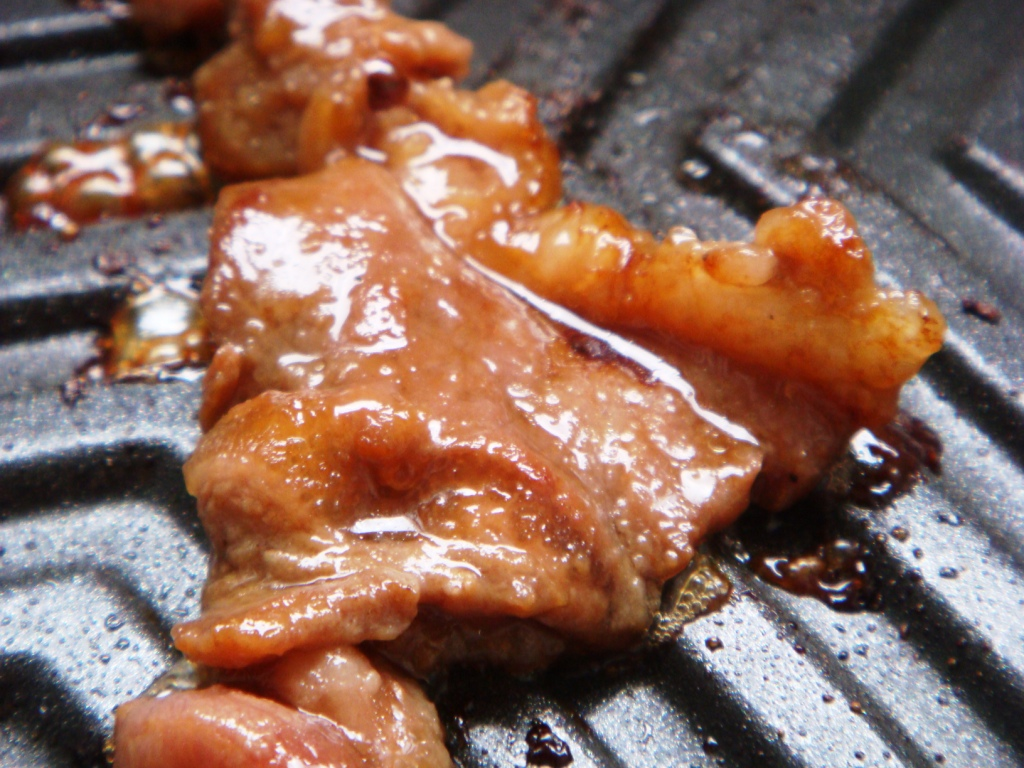
マトンの脂

マトン（英: Mutton）は、メスまたは去勢されたオスのうち永久門歯が2本以上の羊、またはその肉。一般的に羊の永久門歯は生後約1年で2本になるので、生後1年以上の羊をマトンと説明している場合も多い。詳細は、羊肉#等級を参照のこと。

## 代表的な料理
日本では、マトン料理を代表するものとして「ジンギスカン」が知られている。ジンギスカンはタレ付けと生（なま）の二種類に大別され、マトンはタレ付けに使われることが多いが、生のマトンを焼いてタレをつけるやり方もある。
アイルランドの伝統的な家庭料理の一つに、アイリッシュシチューがある。これはマトン（特に首周りの肉）をジャガイモや玉ねぎと一緒にハーブで煮込んだもので、家庭ごとに違ったレシピがあるといわれるほど一般的な料理である。
そのほかの調理法としては、カレー、ケバブ、ビリヤニ、羊肉串、火鍋、缶詰原料、ハム・ソーセージ原料などに用いられる。伝統的な内陸ユーラシア遊牧地帯や、宗教上の戒律で食べられる食肉が限られる地域、羊毛産業が発達した地域などでマトン料理が発達した。食品原料としては、マトンのコクを利用したものが多く、マトン自身がメインになるものより、魚肉ソーセージのように味に工夫を加える際に用いられることが多い。

## 特徴
ラムに比べ、一回り以上大きく、脂も多く乗っている。ラム肉に比べると、羊肉特有の香りが強く、食べなれない者にとっては「ラム肉のほうがクセがない」ということになるが、北海道出身者などの羊肉を食べ慣れた層にとっては、マトンのほうがコクがあり味がしっかりしていると評価されることが多い。マトンの独特の匂いに大きな役割を果たしているのは、4-メチルオクタン酸、4-メチルノナン酸、4-エチルオクタン酸の3種の分岐鎖脂肪酸である。
また、鉄分や不飽和脂肪酸、肉体脂肪燃焼を助けるL-カルニチンを多く含む。道央圏など、ラム肉に自分でタレを浸けるスタイルが主流の地域では、マトンはあまり好まれない傾向があり、味付けが主流の滝川市・砂川市など空知地域で好まれる傾向がある。

## 主な部位
レッグ（もも）、テンダーロイン（ヒレ）、ショルダー（うで）、バックストラップ（ロース）、シャンク（すね）など。ロール肉やトランクミートなども扱われる。

## 脂肪酸
| 項目                     | 分量（g） |
| ------------------------ | --------- |
| 脂肪                     | 11.09     |
| 飽和脂肪酸               | 5.142     |
| 14:0（ミリスチン酸）     | 0.258     |
| 16:0（パルミチン酸）     | 2.474     |
| 18:0（ステアリン酸）     | 2.145     |
| 一価不飽和脂肪酸         | 4.459     |
| 16:1（パルミトレイン酸） | 0.206     |
| 18:1（オレイン酸）       | 4.149     |
| 多価不飽和脂肪酸         | 0.814     |
| 18:2（リノール酸）       | 0.396     |
| 18:3（α-リノレン酸）     | 0.147     |
| 20:4（未同定）           | 0.074     |